# Ingelmunster
Ingelmunster è un comune belga di 10 789 abitanti, situato nella provincia fiamminga delle Fiandre Occidentali.